# Bernardino Machado
Bernardino Machado, portugalski filozof in politik, * 28. marec 1851, Rio de Janeiro, † 29. april 1944, Oporto.
Machado je bil dvakrat predsednik vlade Portugalske (1914 in 1921) in dvakrat predsednik Portugalske (1915-1917 in 1925-1926).